# Vesera
Vézère (en occità Vesera) és un riu que fa 211 km de llargada i amb un cabal hidràulic mitjà de 58 m³ per segon (a Campagne). És al sud-oest de França a la Corresa i el Perigord, és afluent per la dreta del riu Dordonya. La seva conca fa 3.736 km². Neix a 887 metres d'altitud a Meymac a l'oest de Puy Pendu, al nord-oest del massís central francès. Flueix cap al sud-oest a través dels següents departaments i ciutats franceses:
- Corresa: Pérols-sur-Vézère, Bugeat, Uzerche, Vigeois, Brive-la-Gaillarde
- Dordonya: Montignac, Terrasson-Lavilledieu, Les Eyzies-de-Tayac-Sireuil, Le Bugue

Discorre cap al riu Dordonya i prop de Le Bugue s'hi ajunta. Un afluent del Vézère és el riu Corresa.
La vall del riu Vézère és famosa per les seves coves que contenen nombroses pintures prehistòriques i restes d'homínids. La UNESCO la va designar patrimoni de la humanitat el 1979. Entre els llocs d'interès estan els jaciments prehistòrics de Lascaux i Las Eisiás de Taiac.